# 厄勒河
厄勒河（瑞典語：Öreälven）是瑞典的河流，流經西博滕省，最終注入波的尼亞灣，河道全長225公里，流域面積3,029平方公里，平均流量每秒35立方米，該河有鮭魚出沒。